# Igrzyska Europejskie 2015
Igrzyska Europejskie 2015 – pierwsze igrzyska europejskie, multidyscyplinarne zawody sportowe, które odbyły się w Baku w Azerbejdżanie w 2015 roku.

## Informacje ogólne

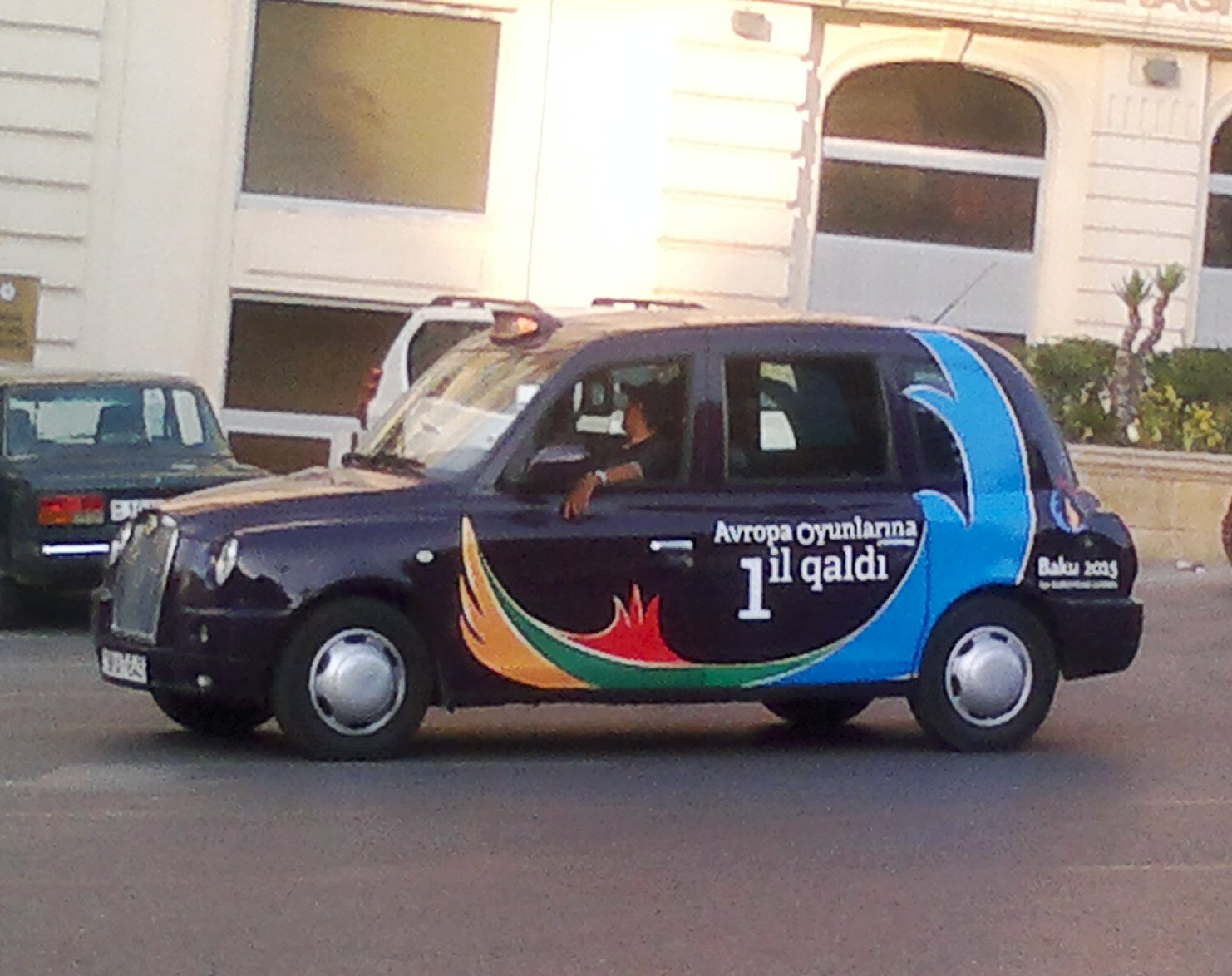
Taksówki w Baku z logiem Igrzysk

Według pierwotnych założeń zawody miały trwać czternaście dni i kosztować 182 miliony euro, przychody zostały zaś założone na poziomie 124 milionów euro. Deficyt miał być pokryty ze środków rządowych i gospodarza igrzysk. Igrzyska te będą testem organizacyjnym i ekonomicznym przed zaplanowanymi na 2019 rok większymi zawodami.
Przewodniczącą komitetu organizacyjnego została żona prezydenta kraju, Mehriban Əliyeva.
Pod koniec kwietnia 2013 roku ogłoszono ramy czasowe igrzysk – trwać one mają od 12 do 28 czerwca 2015 roku. W marcu 2015 roku ujawniono, iż wstęp na zawody dla dzieci będzie bezpłatny, podobnie jak dostęp do internetu zarówno dla mediów, jak i publiczności.

## Wybór gospodarza

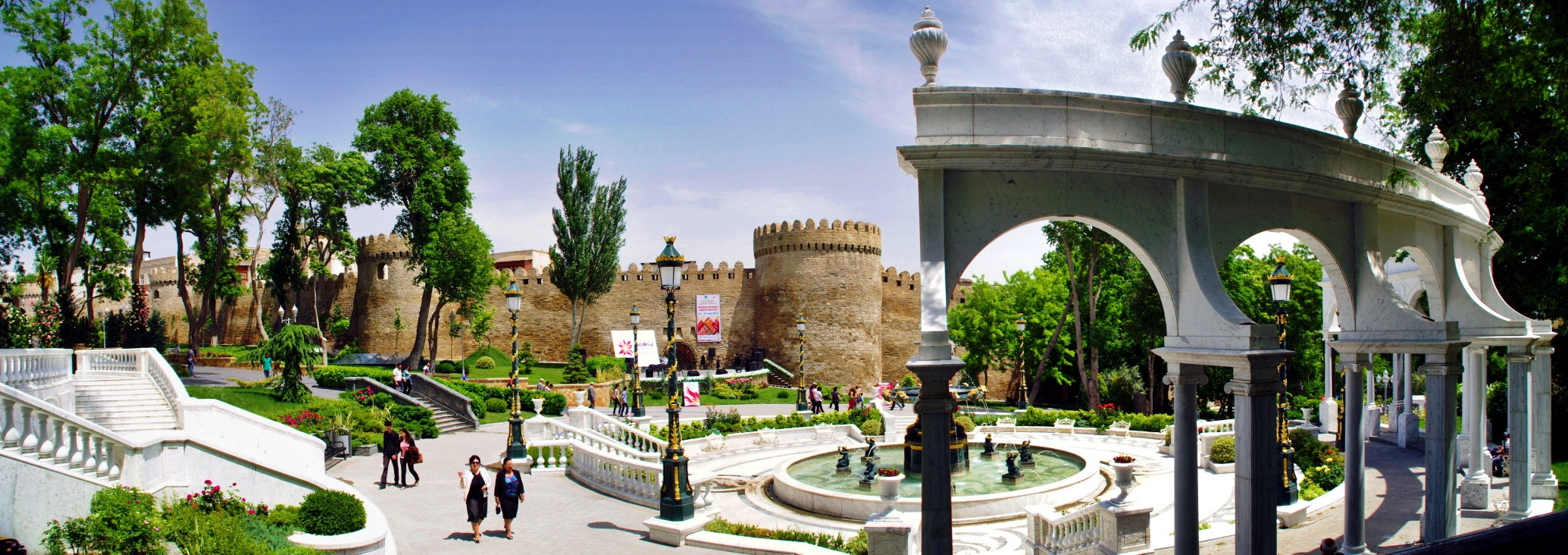
Panorama miasta Baku

8 grudnia 2012 roku w Rzymie podczas 41. zjazdu Europejskiego Komitetu Olimpijskiego podjęto decyzję o zorganizowaniu igrzysk europejskich. Jednocześnie przyznano Baku, jako jedynej kandydaturze, organizację inauguracyjnej edycji tych zawodów. Porozumienie zostało podpisane przez prezydenta i sekretarza generalnego EKO oraz przedstawicieli ministerstwa sportu i Narodowego Komitetu Olimpijskiego Republiki Azerbejdżanu.
Wcześniejsze doniesienia sugerowały, że kandydatury wysuną również Rosja i Turcja.
Baku bezskutecznie ubiegało się o organizację letnich igrzysk olimpijskich w 2016 i 2020 roku.

## Symbole Igrzysk

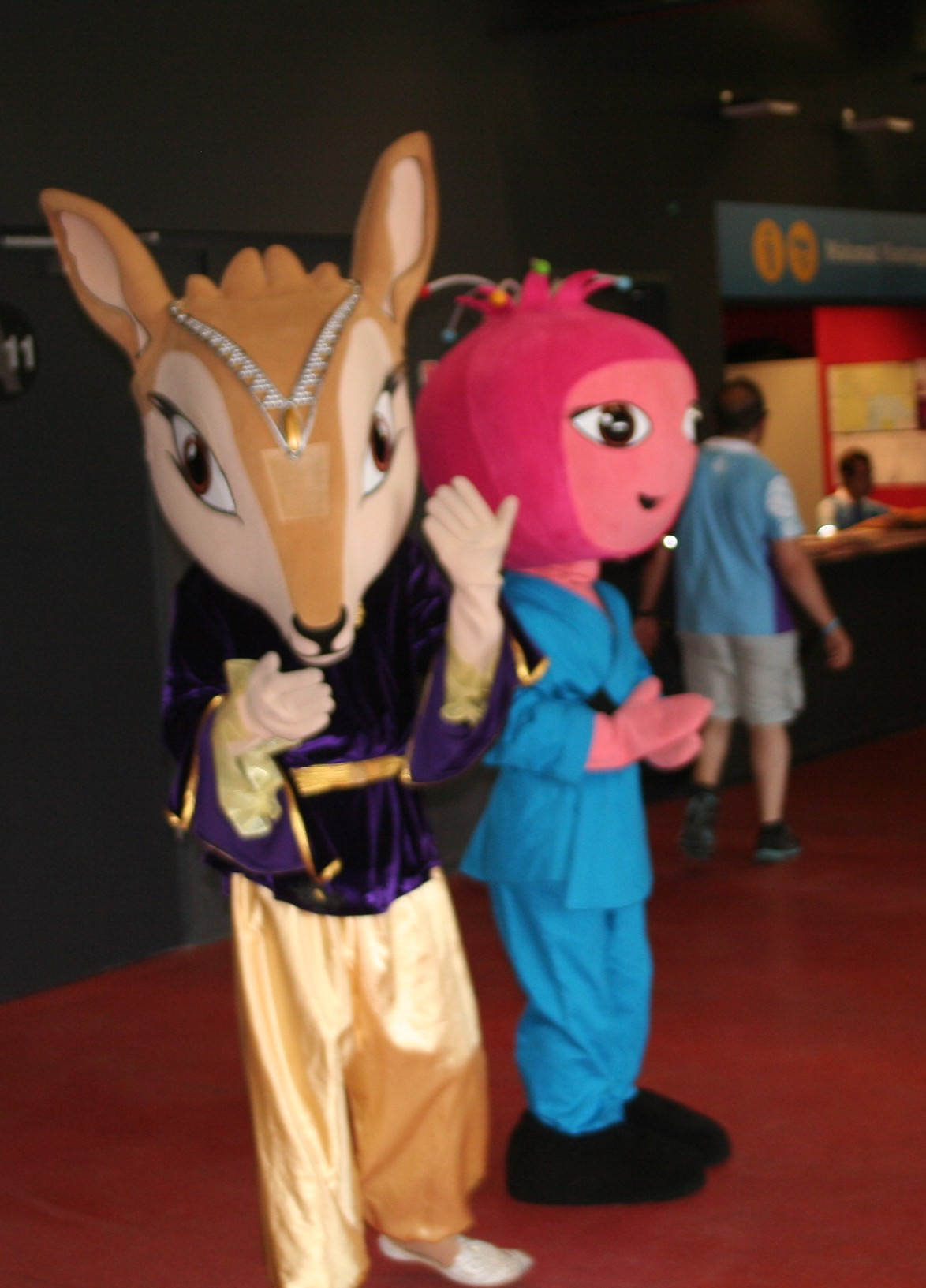
Maskotki igrzysk Gazela Jeyran i Granat Nar

Konkurs na projekty logo, medali i olimpijskiej pochodni został zorganizowany w lutym 2013 roku.
Symbol igrzysk został zaprezentowany podczas 42. Zgromadzenia Ogólnego Stowarzyszenia Narodowych Komitetów Olimpijskich Europy (EOC). Prezentacji historycznego, pierwszego logo Igrzysk Europejskich dokonał Azad Rahimov, minister sportu i młodzieży w Azerbejdżanie. W jego oczach logo odzwierciedla dumę Azerów z dziedzictwa sportowego, zaangażowanie i gościnność mieszkańców kraju oraz pozycję „krainy wiecznego ognia” na rynku biznesu, turystyki i sportu w Europie i na świecie.
Projektant znaku, Adam Yunisov stwierdził, że logo miało odzwierciedlić pasję i wysokie aspiracje Azerów, być innowacyjne i inspirujące w duchu sportu, ukazywać dynamikę Baku – jednego z najszybciej rozwijających się miast w Europie. Według Yunisova logo łączy pięć podstawowych elementów, które ukształtowały starożytną i współczesną kulturę Azerbejdżanu. Są to ogień, woda, mityczny ptak Simurhg, dywan i granat.
W nocy z 24 na 25 listopada 2014, podczas której stolica Azerbejdżanu – Baku, uroczyście świętowało 200 dni do I Igrzysk Europejskich, po raz pierwszy zaprezentowano oficjalne maskotki imprezy: gazelę Jeyran oraz owoc granatu, który otrzymał imię Nar.
Gazela Jeyran będzie kulturalnym ambasadorem igrzysk. Pokaże odwiedzającym Baku gościom kulturowy dorobek Azerbejdżanu. Gazela jest chronionym gatunkiem w tym kraju, symbolem naturalnego piękna, gracji i czystości państwa.
Nar jest opisywany jako kochający słońce, wesoły owoc granatu, który dojrzewa poza miastem Goychay. Jest pełen energii, uwielbia się bawić, uprawiać sport i będzie aktywnie uczestniczyć w wydarzeniach igrzysk. Owoc granatu symbolizuje jedność w folklorze Azerbejdżanu. Stał się głównym elementem kolorowego brandingu Baku 2015 prezentowanego w całym mieście.

## Przebieg zawodów

### Kalendarz
Podczas rozgrywania zawodów zaplanowano 253 wydarzenia.
| OC | Ceremonia otwarcia | ● | Eliminacje | 1 | Finały | CC | Ceremonia zamknięcia |

| Czerwiec               | Czerwiec                | 12 Pią | 13 Sob | 14 Nie | 15 Pon | 16 Wto | 17 Śro | 18 Czw | 19 Pią | 20 Sob | 21 Nie | 22 Pon | 23 Wto | 24 Śro | 25 Czw | 26 Pią | 27 Sob | 28 Nie | Konkurencje |
| ---------------------- | ----------------------- | ------ | ------ | ------ | ------ | ------ | ------ | ------ | ------ | ------ | ------ | ------ | ------ | ------ | ------ | ------ | ------ | ------ | ----------- |
| Ceremonie              | Ceremonie               | OC     |        |        |        |        |        |        |        |        |        |        |        |        |        |        |        | CC     |             |
| Badminton              | Badminton               |        |        |        |        |        |        |        |        |        |        | ●      | ●      | ●      | ●      | ●      | 2      | 3      | 5           |
| Boks                   | Boks                    |        |        |        |        | ●      | ●      | ●      | ●      | ●      | ●      | ●      | ●      | ●      | 5      | 5      | 5      |        | 15          |
| Gimnastyka             | Aerobik sportowy        |        |        |        |        |        | ●      |        | ●      |        | 2      |        |        |        |        |        |        |        | 34          |
| Gimnastyka             | Gimnastyka akrobatyczna |        |        |        |        |        | ●      |        | 2      |        | 4      |        |        |        |        |        |        |        | 34          |
| Gimnastyka             | Gimnastyka artystyczna  |        |        |        |        |        | 1      |        | 1      |        | 6      |        |        |        |        |        |        |        | 34          |
| Gimnastyka             | Gimnastyka sportowa     |        |        | ●      | 2      |        |        | 2      |        | 10     |        |        |        |        |        |        |        |        | 34          |
| Gimnastyka             | Skoki na trampolinie    |        |        |        |        |        | ●      |        | ●      |        | 4      |        |        |        |        |        |        |        | 34          |
| Judo                   | Judo                    |        |        |        |        |        |        |        |        |        |        |        |        |        | 5      | 6      | 5      | 2      | 18          |
| Kajakarstwo            | Kajakarstwo             |        |        | ●      | 5      | 10     |        |        |        |        |        |        |        |        |        |        |        |        | 15          |
| Karate                 | Karate                  |        | 6      | 6      |        |        |        |        |        |        |        |        |        |        |        |        |        |        | 12          |
| Kolarstwo              | BMX                     |        |        |        |        |        |        |        |        |        |        |        |        |        |        | ●      | ●      | 2      | 8           |
| Kolarstwo              | Kolarstwo górskie       |        | 2      |        |        |        |        |        |        |        |        |        |        |        |        |        |        |        | 8           |
| Kolarstwo              | Kolarstwo szosowe       |        |        |        |        |        |        | 2      |        | 1      | 1      |        |        |        |        |        |        |        | 8           |
| Koszykówka (3x3)       | Koszykówka (3x3)        |        |        |        |        |        |        |        |        |        |        |        | ●      | ●      | ●      | 2      |        |        | 2           |
| Lekkoatletyka          | Lekkoatletyka           |        |        |        |        |        |        |        |        |        | ●      | 1      |        |        |        |        |        |        | 1           |
| Łucznictwo             | Łucznictwo              |        |        |        |        | ●      | 1      | 2      | ●      | ●      | 1      | 1      |        |        |        |        |        |        | 5           |
| Piłka nożna plażowa    | Piłka nożna plażowa     |        |        |        |        |        |        |        |        |        |        |        |        | ●      | ●      | ●      | ●      | 1      | 1           |
| Piłka wodna            | Piłka wodna             | ●      | ●      | ●      | ●      | ●      | ●      | ●      | ●      | 1      | 1      |        |        |        |        |        |        |        | 2           |
| Pływanie               | Pływanie                |        |        |        |        |        |        |        |        |        |        |        | 7      | 8      | 9      | 7      | 11     |        | 42          |
| Pływanie synchroniczne | Pływanie synchroniczne  | ●      | ●      | ●      | 2      | 2      |        |        |        |        |        |        |        |        |        |        |        |        | 4           |
| Sambo                  | Sambo                   |        |        |        |        |        |        |        |        |        |        | 8      |        |        |        |        |        |        | 8           |
| Siatkówka              | Siatkówka               |        | ●      | ●      | ●      | ●      | ●      | ●      | ●      | 1      | 1      | ●      | ●      | ●      | ●      | ●      | 1      | 1      | 4           |
| Skoki do wody          | Skoki do wody           |        |        |        |        |        |        | 2      | 2      | 2      | 2      |        |        |        |        |        |        |        | 8           |
| Strzelectwo            | Strzelectwo             |        |        |        |        | 3      | 3      | 2      | 2      | 3      | 3      | 3      |        |        |        |        |        |        | 19          |
| Szermierka             | Szermierka              |        |        |        |        |        |        |        |        |        |        |        | 2      | 2      | 2      | 3      | 3      |        | 12          |
| Taekwondo              | Taekwondo               |        |        |        |        | 2      | 2      | 2      | 2      |        |        |        |        |        |        |        |        |        | 8           |
| Tenis stołowy          | Tenis stołowy           |        | ●      | ●      | 2      | ●      | ●      | ●      | 2      |        |        |        |        |        |        |        |        |        | 4           |
| Triathlon              | Triathlon               |        | 1      | 1      |        |        |        |        |        |        |        |        |        |        |        |        |        |        | 2           |
| Zapasy                 | Zapasy                  |        | 4      | 4      | 5      | 5      |        |        |        |        |        |        |        |        |        |        |        |        | 24          |
| Suma finałów           | Suma finałów            |        | 13     | 11     | 15     | 21     | 11     | 16     | 11     | 18     | 25     | 13     | 9      | 10     | 21     | 23     | 27     | 9      | 253         |
| Czerwiec               | Czerwiec                | 12 Pią | 13 Sob | 14 Nie | 15 Pon | 16 Wto | 17 Śro | 18 Czw | 19 Pią | 20 Sob | 21 Nie | 22 Pon | 23 Wto | 24 Śro | 25 Czw | 26 Pią | 27 Sob | 28 Nie | Konkurencje |

## Dyscypliny
Według pierwotnych założeń w igrzyskach brać udział miało około 7000 sportowców, którzy mieli rywalizować w około piętnastu olimpijskich dyscyplinach. Ich wstępna lista obejmowała badminton, boks, judo, kajakarstwo, łucznictwo, piłkę ręczną, rugby 7, siatkówkę, strzelectwo, szermierkę, taekwondo, tenis stołowy i triathlon. Rozważane było także rozgrywanie zawodów w sportach, które nie znajdowały się w programie letnich igrzysk olimpijskich, takich jak karate, futsal czy taniec sportowy.
Początkowo chęci udziału nie wyraziła Międzynarodowa Federacja Zapaśnicza, jednakże po decyzji Komitetu Wykonawczego Międzynarodowego Komitetu Olimpijskiego, który zarekomendował usunięcie zapasów z programu igrzysk olimpijskich w roli prezydenta Międzynarodowej Federacji Zapaśniczej Raphaela Martinettiego zastąpił Nenad Lalović, który zmienił decyzję swojego poprzednika i w marcu 2013 roku podpisał ostatecznie porozumienie, na mocy którego zapasy włączone zostały do programu igrzysk w roku 2015.
Z powodu oddolnych nacisków udział w igrzyskach rozważała również Międzynarodowa Federacja Wioślarska – w lipcu 2013 roku ogłoszono, że wioślarstwo nie pojawi się na tych zawodach z powodu braku odpowiedniego toru regatowego. Rywalizacja w dżudo zostanie rozegrana także w gronie osób niepełnosprawnych czyniąc te zawody pierwszymi kontynentalnymi igrzyskami, które zintegrowały sport niepełnosprawnych do swojego programu.
W programie miało zabraknąć lekkoatletyki i pływania, European Athletics i Europejska Federacja Pływacka wydały bowiem oświadczenia, w których podkreślały wypełnienie terminarza zawodów w tych dyscyplinach. Rywalizacja pływacka odbyła się jednak, choć w wydaniu juniorskim jako mistrzostwa Europy, a organizatorzy gotowi byli zorganizować własne zawody lekkoatletyczne. W listopadzie tego roku European Athletics zaproponowała, by w ramach igrzysk zorganizować zawody na tymczasowym torze ulicznym oraz inkorporować do nich odbywające się w tym roku drużynowe mistrzostwa Europy w lekkoatletyce. W maju 2014 roku podpisano porozumienie, na mocy którego o medale igrzysk będą walczyć uczestnicy Drużynowych Mistrzostw Europy 2015 III ligi, a na początku roku 2015 potwierdzono, że pokazowe zawody uliczne będą się składać z trzech konkursów – męskiego skoku wzwyż oraz skoku o tyczce obojga płci.
Ostatnim sportem dodanym do kalendarza igrzysk było sambo, na rzecz którego lobbował Władimir Putin. Zamknęło to listę dyscyplin na liczbie dwudziestu, w tym szesnastu olimpijskich, organizatorzy podkreślili jednak, iż musieli odrzucić aplikację czternastu sportów. Dwanaście z nich będzie stanowić kwalifikacje do LIO 2016.
| - Badminton (5) (szczegóły) - Boks (15) (szczegóły) - Gimnastyka (szczegóły) - Aerobik sportowy (2) - Gimnastyka akrobatyczna (8) - Gimnastyka artystyczna (8) - Gimnastyka sportowa (14) - Skoki na trampolinie (4) - Judo (18) (szczegóły) - Kajakarstwo (15) (szczegóły) - Karate (12) (szczegóły) - Kolarstwo (szczegóły) - BMX (2) - Kolarstwo górskie (2) - Kolarstwo szosowe (4) - Koszykówka (2) (szczegóły) - Lekkoatletyka (1) (szczegóły) | - Łucznictwo (5) (szczegóły) - Piłka nożna plażowa (szczegóły) - Sambo (8) (szczegóły) - Siatkówka (szczegóły) - Siatkówka (halowa) (2) - Siatkówka plażowa (2) - Sporty wodne (szczegóły) - Piłka wodna (2) - Pływanie (42) - Pływanie synchroniczne (4) - Skoki do wody (8) - Strzelectwo (19) (szczegóły) - Szermierka (12) (szczegóły) - Taekwondo (8) (szczegóły) - Tenis stołowy (4) (szczegóły) - Triathlon (2) (szczegóły) - Zapasy (18) (szczegóły) |

## Obiekty sportowe
- Stadion Narodowy – ceremonia otwarcia i zamknięcia igrzysk, lekka atletyka
- Baku Aquatic Centre – pływanie
- Stadion Tofiqa Bəhramova – łucznictwo
- Baku Shooting Center – strzelectwo
- Baku Sports Hall – badminton, tenis stołowy
- Water Polo Arena, Basketball Arena, Beach Arena – piłka wodna, koszykówka 3x3, piłka nożna plażowa, siatkówka plażowa
- Hala Kryształowa – boks, szermierka, karate, taekwondo, siatkówka
- Tor regatowy w Mingachevir – kajakarstwo
- BMX Velopark – kolarstwo
- Narodowe Centrum Gimnastyczne – gimnastyka artystyczna i rytmiczna
- Heydar Aliyev Arena – judo, sambo, zapasy

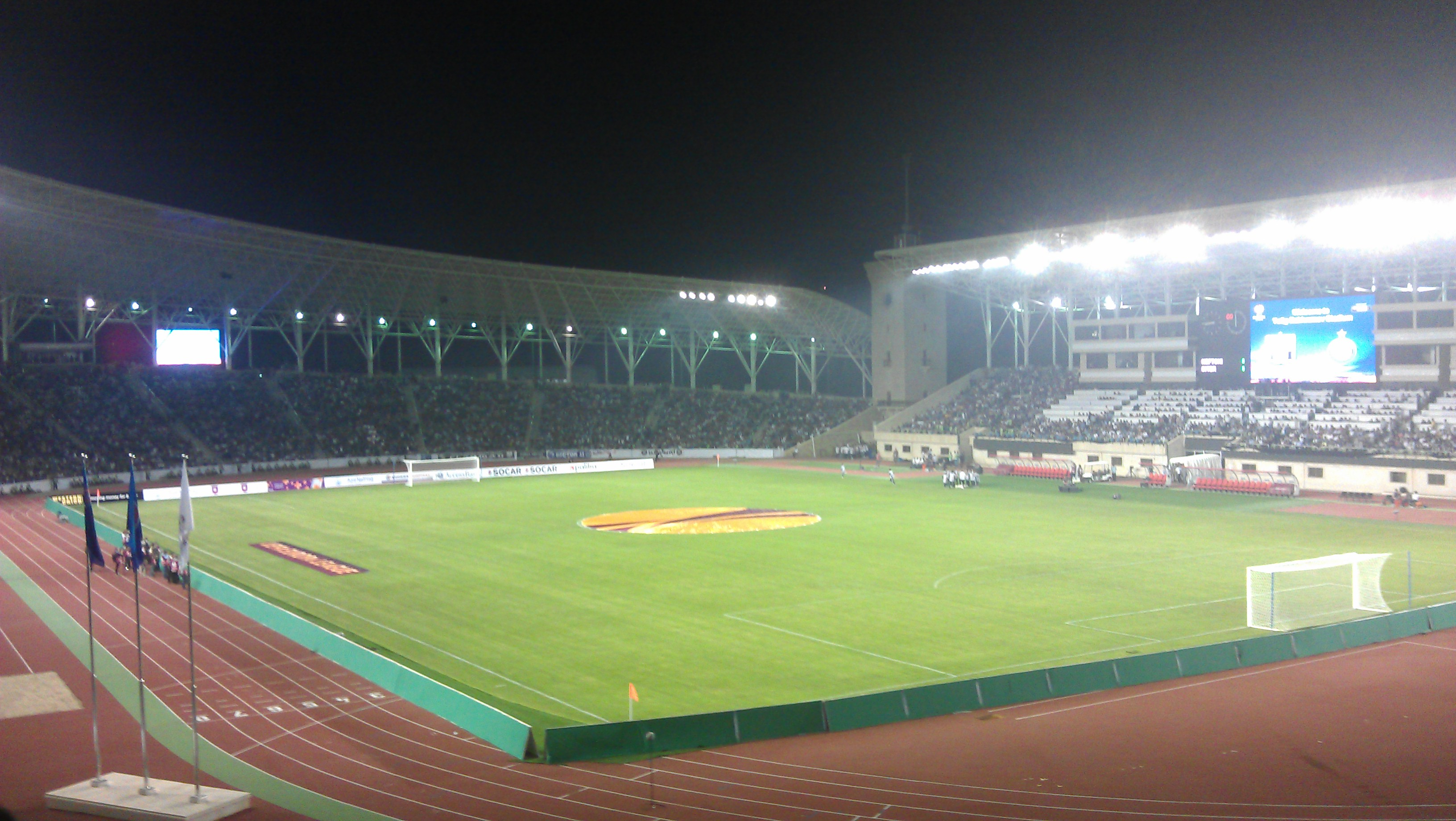
Stadion Tofiqa Bəhramova

## Państwa biorące udział w I Igrzyskach Europejskich

Kraje biorące udział w I igrzyskach europejskich (zielony) oraz gospodarz (fioletowy)

W igrzyskach wystąpiły reprezentacje 50 państw świata, które rywalizowały o 253 medale w 30 dyscyplinach. Żeby zwiększyć prestiż imprezy, zdecydowano, że w dwunastu konkurencjach będzie ona także turniejem kwalifikacyjnym do igrzysk olimpijskich. O przepustki do Rio de Janeiro walczyli w Baku: bokserzy, judocy, kolarze, lekkoatleci, łucznicy, pływacy, siatkarze plażowi, strzelcy, zawodnicy taekwondo, tenisiści stołowi, triathloniści i zapaśnicy.

## Klasyfikacja medalowa
| Klasyfikacja medalowa | Klasyfikacja medalowa | Klasyfikacja medalowa | Klasyfikacja medalowa | Klasyfikacja medalowa | Klasyfikacja medalowa |
| Lp.                   | Państwo               | Złoto                 | Srebro                | Brąz                  | Razem                 |
| --------------------- | --------------------- | --------------------- | --------------------- | --------------------- | --------------------- |
| 1.                    | Rosja                 | 79                    | 40                    | 45                    | 164                   |
| 2.                    | Azerbejdżan           | 21                    | 15                    | 20                    | 56                    |
| 3.                    | Wielka Brytania       | 18                    | 10                    | 19                    | 47                    |
| 4.                    | Niemcy                | 16                    | 17                    | 33                    | 66                    |
| 5.                    | Francja               | 12                    | 13                    | 18                    | 43                    |
| 6.                    | Włochy                | 10                    | 26                    | 11                    | 47                    |
| 7.                    | Białoruś              | 10                    | 11                    | 22                    | 43                    |
| 8.                    | Ukraina               | 8                     | 14                    | 24                    | 46                    |
| 9.                    | Holandia              | 8                     | 12                    | 9                     | 29                    |
| 10.                   | Hiszpania             | 8                     | 11                    | 11                    | 30                    |
| –                     | –                     | –                     | –                     | –                     | –                     |
| 19.                   | Polska                | 2                     | 8                     | 10                    | 20                    |

## Ceremonia otwarcia
Uroczyste otwarcie I Igrzysk Europejskich odbyło się 12 czerwca 2015. Ceremonia otwarcia została wyreżyserowana przez choreografa – Dimitrisa Papaioanu.
Ceremonia otwarcia toczyła się według schematu znanego z Igrzysk Olimpijskich – po części artystycznej przyszedł czas na defiladę sportowców oraz wciągnięcie na masz flagi Europejskiego Komitetu Olimpijskiego. Chorążym polskiej reprezentacji był siatkarz Dawid Konarski.
O godzinie 22.42 İlham Əliyev oficjalnie otworzył Igrzyska Europejskie. Chwilę później zostało kontynuowane przedstawienie, w którym główne role grały: ogień, woda, powietrze i ziemia. Na końcu odbyło się zapalenie znicza.
Organizatorom w ścisłej tajemnicy udało się utrzymać nazwisko gwiazdy programu – piosenkarki Lady Gagi, która brawurowo wykonała słynny utwór „Imagine” z repertuaru Johna Lennona.

## Ceremonia zamknięcia
Reżyserem ceremonii zamknięcia był choreograf – James Hadley. Podczas ceremonii, zobaczyliśmy wiele iluminacji, pokaz rysowania na piasku czy dużą ilość wystrzeliwanych w górę fajerwerków, a to wszystko było wstępem do parady sportowców. Zawodnicy różnych dyscyplin mogli tańczyć i śpiewać w rytm piosenek śpiewanych przez gwiazdy – Clean Bandit i Johna Newmana.
Na trybunach oczywiście zasiadł m.in. prezydent Azerbejdżanu, İlham Əliyev, który był obecny podczas zmagań sportowców praktycznie na wszystkich sportowych arenach. Jego małżonka, Mehriban, oficjalnie zakończyła Igrzyska Europejskie 2015.

## Kontrowersje

### Prawa człowieka
W sierpniu 2014 roku organizacja European Stability Initiative (ESI) opublikował listę 98 więźniów politycznych i działaczy praw człowieka więzionych przez azerskie władze. W ciągu kolejnych miesięcy liczba tego typu osób jeszcze się zwiększyła, mimo że część osób z listy przedstawionej przez ESI została zwolniona (do kwietnia 2015 roku z więzień zwolniono 4 osoby z listy). Zdaniem między innymi Amnesty International wzrost liczby zatrzymań azerskich działaczy na rzecz praw człowieka ma związek z organizacją przez ten kraj Igrzysk Europejskich 2015, a rozmach przy organizacji tej imprezy ma na celu „wybielenie” azerskich władz i odciągnięcie uwagi od ich działań łamiących prawa człowieka. Jedną z zatrzymanych działaczek praw człowieka była Leyla Yunus, która została uwięziona wraz z mężem po tym jak zaczęła wzywać do bojkotu Igrzysk Europejskich 2015. Wśród zatrzymanych znalazł się również Rasul Jafarov, który zamierzał wykorzystać Igrzyska Europejskie 2015 do zwiększenia zainteresowania problemem praw człowieka i przeprowadzenia kampanii na rzecz demokratyzacji kraju.
W koalicji Sport for Rights, zrzeszającej europejskie organizacje pozarządowe działające na rzecz nagłośnienia problemu korupcji podczas rządów prezydenta Alijewa oraz problemu więźniów politycznych w Azerbejdżanie, są również polskie organizacje: Helsińska Fundacja Praw Człowieka i Związek Stowarzyszeń Polska Zielona Sieć. Wspólnie apelowały one m.in. do Niemieckiego, Szwedzkiego i Polskiego Komitetu Olimpijskiego o publiczne wezwanie do uwolnienia dziennikarzy oraz obrońców praw człowieka więzionych przez reżim.
W tym samym celu 12 czerwca 2015 r. w Warszawie zorganizowano Paradę Wolności. W dniu rozpoczęcia Igrzysk Europejskich w Baku uczestnicy Parady przejdą ze Skweru Wolnego Słowa pod Ambasadę Azerbejdżanu w geście solidarności z więźniami politycznymi, wyrażając tym samym apel o ich uwolnienie, w szczególności działaczy na rzecz praw człowieka: Leyli i Arifa Yunus, Intigama Aliyeva, Rasula Jafarova oraz Khadiji Ismayilovej.
W związku z działaniami azerskich władz Amnesty International, Human Rights Watch, FIFPro i Supporters Direct Europe wystosowały wspólnie apel do prezydenta Europejskiego Komitetu Olimpijskiego – Pata Hickeya, w którym wezwały go do zajęcia się problemem łamania praw człowieka w Azerbejdżanie. O podjęcie tego problemu przez inne państwa apelowała także organizacja Index on Censorship, domagająca się między innymi ustąpienia prezydenta Azerbejdżanu İlhama Əliyeva. Jednocześnie dziennikarze The Guardian zwracali uwagę, iż organizacja Igrzysk Europejskich 2015 została przyznana Azerbejdżanowi, mimo łamania przez niego postanowień Karty Olimpijskiej dotyczących organizacji igrzysk i ich celów. Organizacja tej imprezy w Azerbejdżanie jest także niezgodna z dokumentem Olympic Agenda 2020, który przewiduje uwzględnianie przy przyznawaniu organizacji tego typu zawodów przestrzegania przez kandydujące państwa praw człowieka.
Azerscy działacze praw człowieka oskarżali również władze swojego kraju, iż wykorzystują organizację igrzysk do wykorzystywania imprezy do wzbogacenia swoich rodzin i lokalnych „oligarchów” poprzez przejęcie wszystkich kontraktów związanych z budową infrastruktury potrzebnej do organizacji zawodów.

## Sponsorzy
- Procter & Gamble[56]
- Tissot[57]
- Tickethour[58]
- BP[59]
- Nar Mobile[60]
- McDonald’s[61]
- SOCAR[62]
- Azerbaijan Airlines[63]
- Motorola Solutions[64]
- Coca-Cola[65]
- NAZ[66]
- Nestlé[67]
- Red Bull[68]
- Milla[69]
- Sitecore[70]
- Kapital Bank[71]
- Azersun i Bazarstore[72]